# Asta Plathino
Asta Maria Linnéa Plathino, född 7 januari 1906 i Hemsjö församling i dåvarande Älvsborgs län, död 31 januari 1995 i Alingsås församling i Älvsborgs län, var en svensk friidrottare (häcklöpning, längdhopp och höjdhopp) som tävlade för klubbarna Kvinnliga CIK Sport och Göteborgs Kvinnliga IK.
Vid de andra Kvinnliga Internationella Idrottsspelen 1926 i Göteborg slutade hon på fjärde plats i längdhoppstävlingen och kom på 4.e plats i stafetten (med Sylvia Stave, Vera Jacobsson, Märta Johansson och Asta Plathino som fjärde löpare).
Asta Plathino är begravd på Västra kyrkogården i Göteborg.